# Hamady Ounaré
Pour les articles homonymes, voir Hamady.
Hamady Ounaré (ou Hamady Hounaré ou Amadi Ounaré) est une commune du nord du Sénégal, située dans le département de Kanel et la région de Matam.
La localité est traversée par la route nationale N2 qui relie Bakel à Matam (puis Saint-Louis).

## Situation géographique
Hamady Ounare est une commune située au nord du Sénégal, particulièrement à l'est de la région de Matam, plus précisément dans le département de Kanel. Elle se trouve à sept kilomètres de Sinthiou Bamambé-Banadji.
À vol d'oiseau, les localités les plus proches sont Ndendori, Diamveli, Bloug Poure, Sinthian, Ganguel Soule, Wali Diala, Vendou Bosseabe.

## Population
Selon une source officielle, la commune de Hamady Ounaré comptait 17.408 habitants et 938 ménages (avant la création de la commune).
Il compterait aujourd'hui plus de 18.000 habitants, dont 60 % de jeunes.
Les populations locales dépendent largement des migrants. La quasi-totalité des jeunes se trouvent à l'étranger en l'occurrence des pays comme la France, les Etats-unis, la Côte d'ivoire, le Gabon, le Congo ou bien la sous-région ouest africaine.

## Toponymie
La tradition orale explique ainsi les origines du nom de Hamady Ounaré. Il était une fois un père et son fils(les deux sont des maboo) venus s'installer près d'un marigot qui se nomme encore aujourd'hui "weendu hamady ounare" en peul, la langue locale. Ils vivaient de pêche et d'agriculture. Les bergers des villages environnants venus abreuver leurs troupeaux et d'autres gens venus pêcher au niveau du marigot virent l'abondance des ressources naturelles dont disposait cette localité et voulurent tous venir s'installer auprès du couple qui y menait une vie harmonieuse. Ils s'entendirent donc pour baptiser la localité avec leurs noms, Hamady étant le nom du père et Ounaré, celui du fils.

## Histoire
La commune de Hamady Ounare comprend cinq grands quartiers : le quartier Maboubé, Djingué, Haîré et Soninkés, fass. La population appartient principalement à deux grandes ethnies, les Peuls et les Soninkés. Les premiers venus étaient des Maboubé, mais ces derniers ont dû céder la place de chef de village aux Torodos qui enseignaient le coran.
Hamady Ounare a été érigé en commune en juillet 2008. Il est dirigé actuellement par le Maire libéral Amadou Samba Kanne qui avait gagné les élections municipales face à son rival Amara diaby qui a récemment transhumé pour le parti de Macky Sall.

## Infrastructures
La Commune de Hamady Ounaré compte trois écoles élémentaires, un Collège d'enseignement moyen et un lycée. Mais il comptait jadis une seule école élémentaire, ce dernier était composé de deux salles dont un bâtiment et une palissade datant de l'époque coloniale. Il fut fondé en 1960 et le premier directeur fut Demba Sall. Le collège de hamdy ounare a été mis en place dans les années 1994-1995, mais il n'a été fonctionnel qu'en 1998. Il comptait deux classes, dont une sixième et une cinquième. Hamidou Ndiagne est le principal en exercice et qui fut le premier principal. En ce qui concerne le lycée, il a ouvert ses portes en 2008-2009 grâce à sa diaspora. Le collège et le lycée se trouvent dans la même enceinte derrière la grande gare routière. 
La Commune compte aussi deux écoles coraniques, celle de Abdoulaye Bâ et d'Alphala.

## Économie
La commune fut électrifiée dans les années 1988. Toutes les écoles ont été construites par la diaspora, excepté l'école primaire qui date de l´époque coloniale. Plus de la moitié de la population dépend des immigrés. Beaucoup de cadres sont originaires de la ville, dont le maire en exercice Monsieur Amadou Samba Kanne, ancien inspecteur des impôts et douanes à Dakaret actuel directeur de la LONASE et maire de la commune de Hamady Ounaré, membre de l'APR formation politique du Président Macky Sall, Souleymane Sokome, juriste et politologue international. Aujourd'hui il y a plus de 200 étudiants originaires de Hamady-Ounaré qui fréquentent l'université de Dakar, sans compter ses fils qui sont partout dans le monde. Plus récemment d'énormes gisements de phosphates ont été découverts dans ses environs. Le Président Abdoulaye Wade a visité cette location le 29 janvier 2010 pour l'inauguration de ces travaux. Cependant malgré ces gisements de phosphates, la population locale vit dans une extrême pauvreté. Plus de 80% des jeunes sont au chômage. 